# Cambligneul Communal Cemetery
Cambligneul Communal Cemetery is een begraafplaats gelegen in de Franse plaats Cambligneul (Pas-de-Calais). De militaire graven worden onderhouden door de Commonwealth War Graves Commission.
De begraafplaats telt 1 geïdentificeerd Gemenebest graf uit de Tweede Wereldoorlog.